# Rudnay család

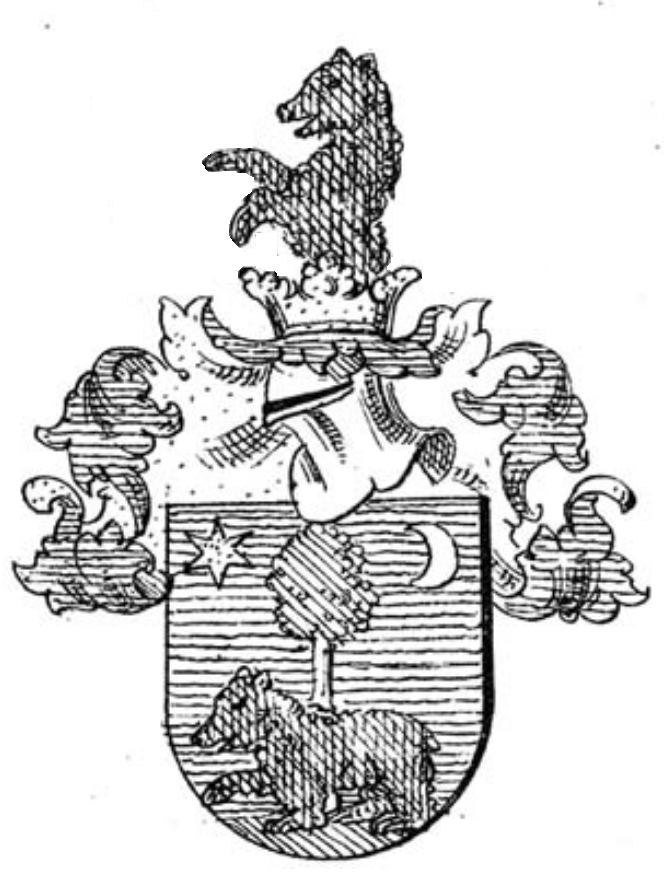
A rudnai és divékújfalusi Rudnay család címere (a Siebmacher féle könyvből)

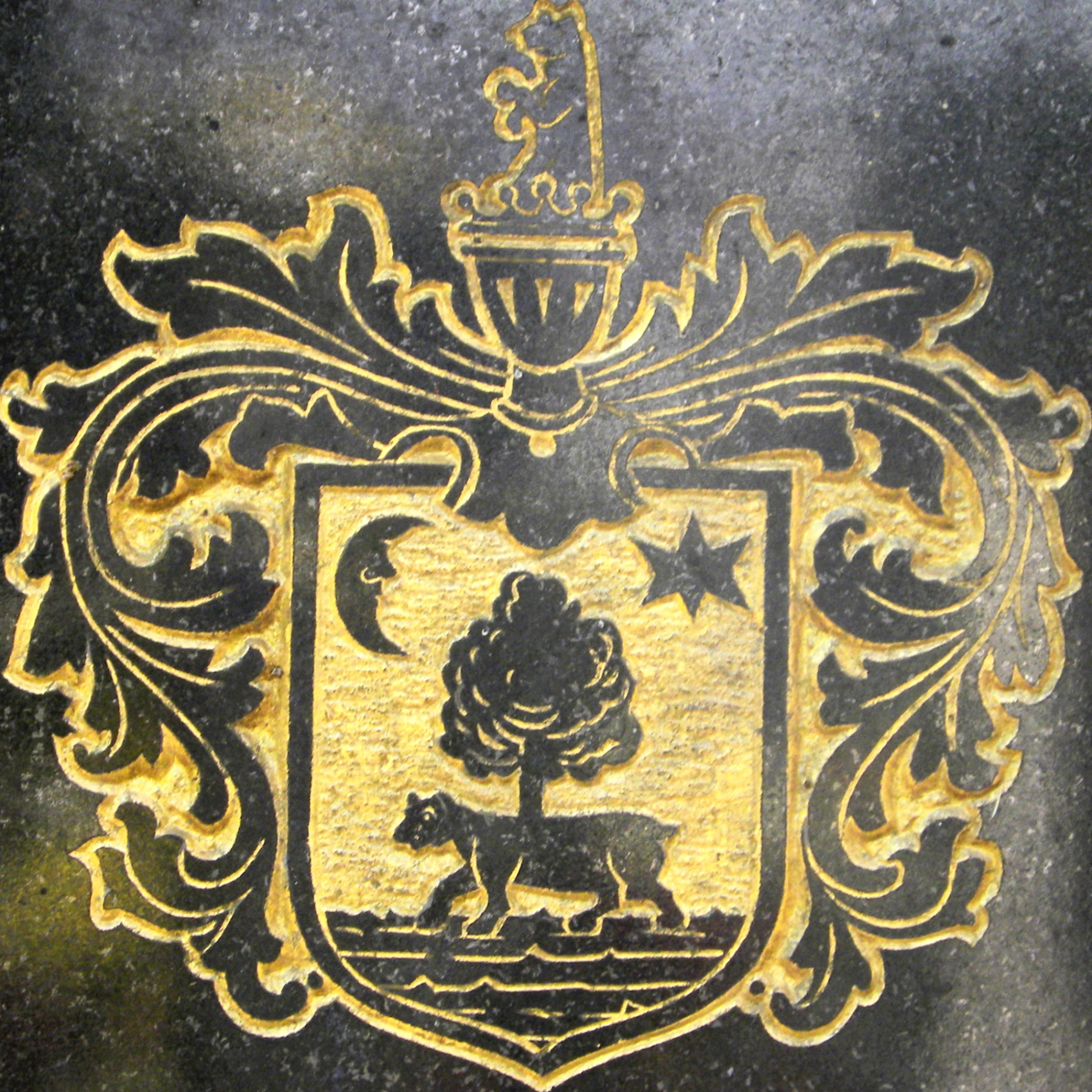
A rudnai és divékújfalusi Rudnay család címere.

A rudnai és divékújfalusi Rudnay család egy ősrégi magyar nemesi család, amely a Divék nemzetségből származik.

## A család története
A család legkorábbi ismert ősei 1348-ban a nyitrai káptalan előtt osztályos egyezségre léptek. Divék nembeli Jouka fiai, János, Lőrincz, és Bálint, valamint Jouka fivérének, Jánosnak a fia, Miklós Divékújvalut és Rudnót a malommal és Lestyén helységgel együtt, mind Nyitra vármegyében. Jouka atyja Divék nembeli István volt, aki 1319-ben élt.
Újfalussy Bálint, Jouka fiától származik majd az Újfalussy és a Rudnay család. Bálint fia, András 1411-ben élt, és unokája János fia, János de Újfalu de nova villa de Rudno alias Rudnyánszky élt a 15. század második felében. Ennek a Jánosnak az unokája, Oszvald fia, Rudnoy György, akiről 1565-ből maradt említés. Rudnay György unokája, Pál fia Rudnay István házasságot kötött István Csúzy Zsuzsanna kisasszonnyal és a frigyükből született fiai anyjuk után a Komárom megyei  vizvári pusztabeli és Csúz helységbeli birtokaikon megosztoztak. Ez az ága a családnak hamarosan kihalt.

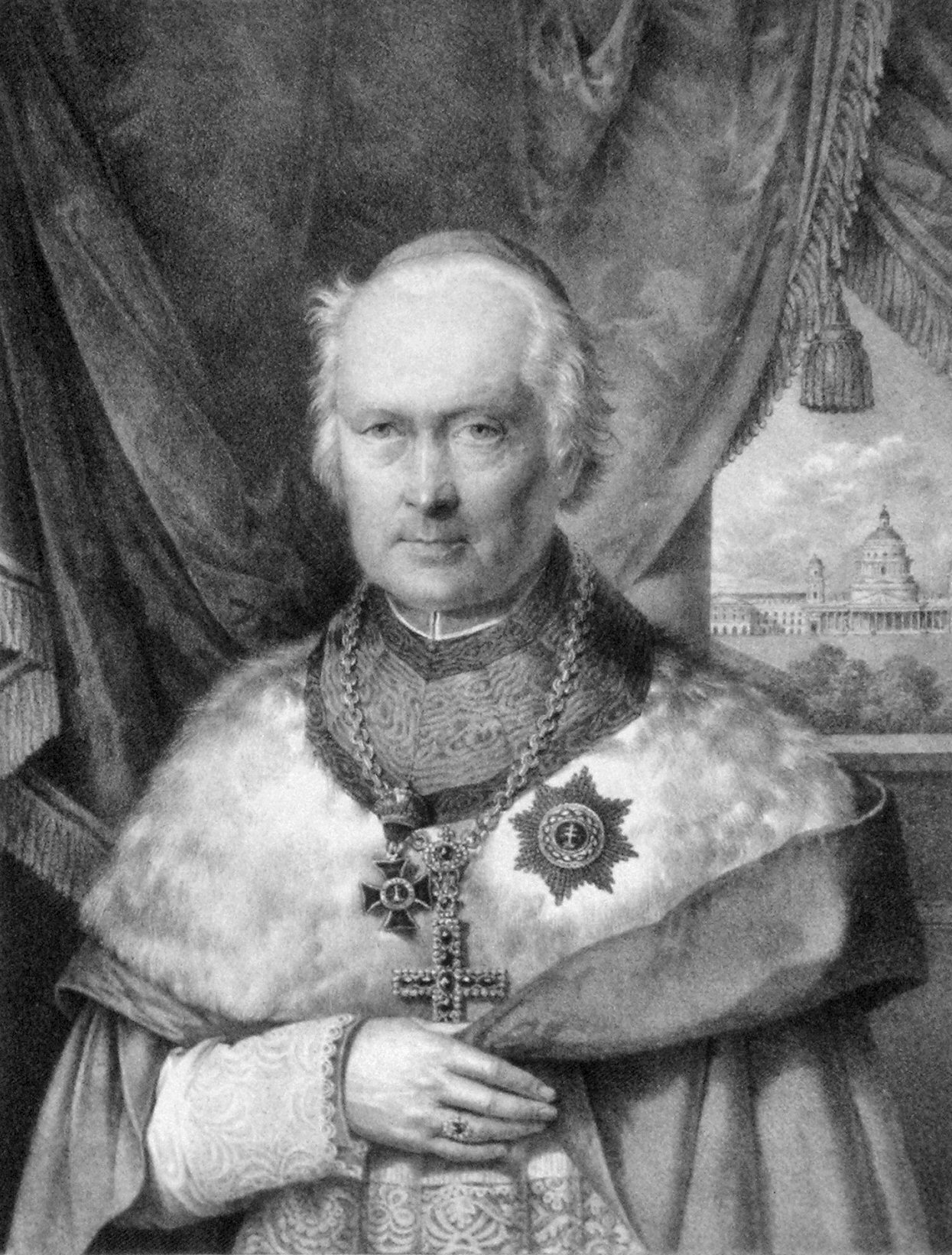
Rudnai és divékújfalusi Rudnay Sándor (1760-1851), hercegprímás, esztergomi érsek.

1579-ben Rudnay Miklós Sopron vármegye jegyzője, majd 1580-ban Sopron vármegye számvevővé nevezték ki. Rudnay Miklós feleségül vette salamonfalvi Gróf Katalint, salamonfalvi Gróf Bernát és Gyöngyössy Zsófia lányát. Salamonfalvi Gróff Bernát 1556. március 31.-én I. Ferdinánd magyar királytól szerzett címert, feleségével és gyermekeivel Bernáttal, Orsolyával, és Katalinnal. Rudnay Miklós és salamonfalvi Gróff Katalin gyermeke Rudnay Zsuzsanna volt. E házasság révén a Zsirához tartozó salamonfai birtokhoz jutott Rudnay Miklós. Rudnay Zsuzsanna először Bakolcsa István, majd ennek a halála után Ratky Menyhért felesége lett. 1587. április 30.-án kelt a királyi megerősítés Rudnay Miklós, akkori felesége Fodor Zsófia, és örökösei számára, akik Nádasdy Ferenctől adományba kapták horpácsi  uradalomban egy allodiális kúriát két lakott jobbágy-, három elhagyott jobbágy- és egy zsellértelekkel minden szolgáltatástól mentesen.
A zalai szenterzsébeti Terjék család sarja, Terjék Gergely, aki 1597 és 1599 között, majd 1617 és 1619 között Zala vármegye főadószedője volt; Terjék Gergely feleségül vette Rudnay Borbála úrleányt. 1622-ben Batthyány Ferenc Rátky Menyhért egerszegi kapitányt hatalmaskodással, Térjék Gergelyt megfenyegetésével vádolta.
Rudnay Pál fivére, György másik fia, Rudnay László volt, akinek két fia született: Rudnay László, akinek a neje Kasza Anna, és Rudnay Zsigmond, akinek a neje Görgey Judit volt. 1637. december 7.-én Rudnay László és neje Kasza Anna birtokadományban részesültek, Lonthora és Kisbélre Hont vármegyében. Rudnay Lászlóné Kasza Anna, Kasza Pál és Dalmady Erzsébet lánya volt.
Rudnay Vilmos Zsigmond, Prónay Zsuzsannát vette el. Rudnay Vilmos és Prónay Zsuzsa gyermekei: Rudnay István, aki 1724-ben Sziciliából irt haza mint katona, és Rudnay Miklós, akinek a fia Rudnay Ferenc először Nozdroviczky Klárát vette el, majd Bakits Zsuzsannát.
Rudnay Sándor (1691-1738) feleségül vette váli Vály Anna (1706-1791) úrhölgyet, Vály Ferenc és Viszocsányi Róza lányát. Rudnay Sándor és Vály Anna frigyéből született Rudnay András (1730-1817) úr, nyitrai szolgabíró. Rudnay András neje, jobaházi Dőry Anna (1736-1803), Dőry István és Szalánczy Dorottya lánya lett. Az ő gyermekük, Rudnay Sándor (1760–1831) magyar bíboros, hercegprímás, esztergomi érsek volt.

### Vilmos ága
Ez az ág római katolikus felekezetű. Rudnay Flóris (1801-1866), és Biróczy Franciska (1809-1836) házasságából több gyermek született: Rudnay Mária (1829-1888), Povolny Gusztáv, deménfalvi földbirtokos neje.
Rudnay István (1827-1916), 1848-as honvéd főhadnagy a Vilmos-huszároknál, 1867-ben Nyitra vármegye alispánja, országgyűlési képviselő volt. Rudnay István (1827-1916) nyitrai alispán és szentmiklósi és óvári Pongrácz Ilona (1830-1899) házasságából több fiúgyermek született: Rudnay Sándor (1856-), jogtudor, ügyvéd, Nyitra város volt polgármestere, országgyűlési képviselő; Rudnay István (1867-1930), a Vaskorona rend lovagja, főszolgabíró, aki majd Trencsén vármegye alispánja volt. Rudnay Sándor és István fivére, Rudnay Béla (1857-1932), Hont, Komárom Nógrád vármegyék szabad királyi városok volt főispánja, országgyűlési képviselő, a Szentistván Rend vitéze, a Lipótrend lovagja, a budapesti magyar királyi államrendőrség főkapitánya volt. Rudnay Béla neje, nagybeliczi Birly Ilona (1861-1931), Birly Lajos (1835-1904) és giczi, assai és ablonczkürthi Ghyczy Anna (1843-1909) lánya volt.
A korábban emlitett Rudnay István (1867-1930), Trencsén vármegye alispánja feleségül vette a saját elsőfokú unokatestvérét, Rudnay Irma kisasszonyt, aki Rudnay János (1831-1916), főszolgabiró, Ferenc József lovagrend lovagja, 1848-as honvédhadnagy, és nagybossányi Bossányi Mária (†1917) lánya volt.

## A család kiemelkedőbb tagjai

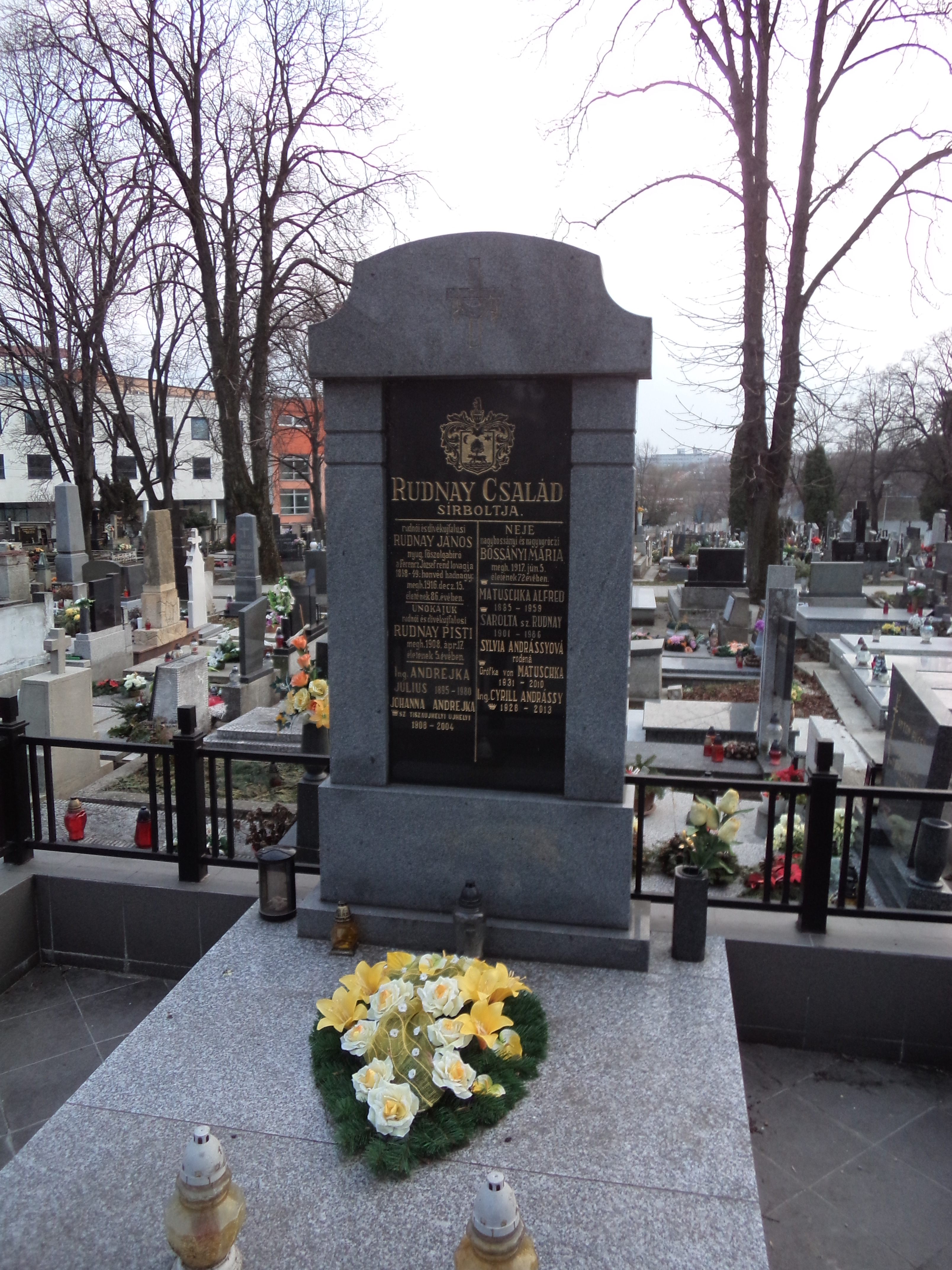
A Rudnay család sírboltja Nyitrán

- Rudnay Miklós, 1579-ben Sopron vármegye jegyzője, 1580-ban Sopron vármegye számvevővé nevezték ki.
- Rudnay Sándor (1760–1831) magyar bíboros, hercegprímás, esztergomi érsek.
- Rudnay István (1827-1916) hites ügyvéd, 1848-as honvéd főhadnagy, országgyűlési képviselő, a budapesti királyi itélőtábla birája, Nyitra vármegye törvényhatóság bizottsági tag.
- Rudnay Béla (1857-1932),  államrendőrség főkapitánya, Hont, Komárom Nógrád vármegyék szabad királyi városok volt főispánja, országgyűlési képviselő.
- Rudnay István (1867-1930), főszolgabíró, Trencsén vármegye alispánja.
- Rudnay Lajos (1883–1944) 1937–1939 között rendkívüli követ és meghatalmazott miniszter.

## A család címere
A család címer leírása: "Kék paizsban zöld fa alatt jobbra lépegető medve, a jobb felső sarokban hatágú aranycsillag, a balban a növő hold." Sisakdísz: "a medve növekvően". Foszlányok: "kék-arany, vörös-ezüst".